# Laia Marull i Quintana
Laia Marull i Quintana (català: Laia Marull)  (Barcelona, 4 de gener de 1973) és una actriu catalana. Ha guanyat tres premis Goya: millor actriu revelació per Fugitivas (2000), millor actriu per Te doy mis ojos (2003) i millor actriu de repartiment per Pa negre (2010). També va ser nominada al Premi del Cinema Europeu a la millor actriu per Te doy mis ojos.

## Biografia
Va estudiar interpretació a l'Escola de Teatre de Nancy Tuñón de Barcelona. Va debutar com a actriu el 1994 a la telesèrie de TVC Estació d'enllaç, que la feu popular a Catalunya.
Dos anys després, el 1996, va començar la seva carrera al cinema, on ha guanyat tres premis Goya i una Conquilla de Plata del Donostia Zinemaldia.

## Filmografia

### Cinema
Llargmetratges
- Razones sentimentales (1996)
- Assumpte intern (1996)
- Mensaka (1998)
- Lisboa (1999)
- La sombra de Caín (1999)
- No llores, Germaine (2000)
- Café Olé (2000)
- El viaje de Arián (2000)
- Fugitivas (2000)
- Te doy mis ojos (2003)
- Les veus del vespre (2003)
- Oculto (2005)
- El Greco (2007)
- Pretextos (2008)
- Pa negre (2010)
- La herencia Valdemar (2010)
- La herencia Valdemar II: La sombra prohibida (2010)
- Las olas (2011)
- CoLumo estrellas fugaces (2012)
- La Xirgu (2015)
- Quatretondeta (2016)
- La Madre (2016)
- Brava (2017)
- Llueven vacas (2017)
- La innocència (2020)

Curtmetratges
- A deshoras (1994)
- El viaje (1994)
- Me gusta verlos mirarse (1998)
- 9 (2009)
- Alex (2014)
- The Weeping (2016)
- Tomorrow (2018)
- Germanes (2023)

### Televisió
- Estació d'enllaç (1994-1998)
- Nova ficció (1997)
- Primera jugada (1997)
- Pirata (1999)
- Ermessenda (2011)
- Los nuestros (2015)
- Carlos, rey emperador (2015)
- La mesías (2023)

### Teatre
- Lulu (2001) de Frank Wedekind. Teatre Nacional de Catalunya.

- Roberto Zucco (1993) de Bernard-Marie Koltés. Teatre Lliure.
- Hedda Gabler (2013) de Henrik Ibsen. Teatre Lliure.
- La llista (2016) de Jennifer Tremblay. Sala Villarroel, Barcelona.
- La dansa de la venjança (2019) de Jordi Casanovas. Sala Villarroel, Barcelona.
- Mariana Pineda (2021) de Federico García Lorca.
- El pes d'un cos (2022) de Victoria Szpunberg. Teatre Nacional de Catalunya.

## Premis i nominacions
| Any  | Premi                                             | Categoria                             | Títol           | Resultat   |
| ---- | ------------------------------------------------- | ------------------------------------- | --------------- | ---------- |
| 1998 | Premis Butaca                                     | Millor actriu catalana de cinema      | Mensaka         | Nominada   |
| 2001 | Ft. Lauderdale International Film Festival        | Millor actriu                         | Fugitivas       | Guanyadora |
| 2001 | Premis Goya                                       | Millor actriu revelació               | Fugitivas       | Guanyadora |
| 2001 | Turia Awards                                      | Millor actriu                         | Fugitivas       | Guanyadora |
| 2003 | Festival Internacional de Cinema de Sant Sebastià | Millor actriu                         | Te doy mis ojos | Guanyadora |
| 2004 | ADIRCAE Awards                                    | Millor actuació en un paper principal | Te doy mis ojos | Guanyadora |
| 2004 | Premis Butaca                                     | Millor actriu catalana de cinema      | Te doy mis ojos | Nominada   |
| 2004 | Premi Cercle d'Escriptors Cinematogràfics,Espanya | Millor actriu                         | Te doy mis ojos | Guanyadora |
| 2004 | European Film Awards                              | Millor actriu                         | Te doy mis ojos | Nominada   |
| 2004 | Fotogramas de Plata                               | Millor actriu de cinema               | Te doy mis ojos | Guanyadora |
| 2004 | Premis Goya                                       | Millor actriu                         | Te doy mis ojos | Guanyadora |
| 2004 | Premis Sant Jordi                                 | Millor actriu espanyola               | Te doy mis ojos | Guanyadora |
| 2004 | Premis de la Unió de Actors                       | Millor actriu de cinema               | Te doy mis ojos | Guanyadora |
| 2004 | Turia Awards                                      | Millor actriu                         | Te doy mis ojos | Guanyadora |
| 2005 | Premios ACE                                       | Millor actriu                         | Te doy mis ojos | Nominada   |
| 2011 | Premi Cercle d'Escriptors Cinematogràfics,Espanya | Millor actriu secundària              | Pa negre        | Nominada   |
| 2011 | Premis Goya                                       | Millor actriu secundària              | Pa negre        | Guanyadora |
| 2012 | Premis Zapping                                    | Millor actriu                         | Ermessenda      | Nominada   |
| 2020 | Premis Gaudí                                      | Millor actriu secundària              | La innocència   | Guanyadora |
| 2022 | Premis Teatre Barcelona                           | Millor interpretació                  | El pes d'un cos | Nominada   |